# Граф Толбот

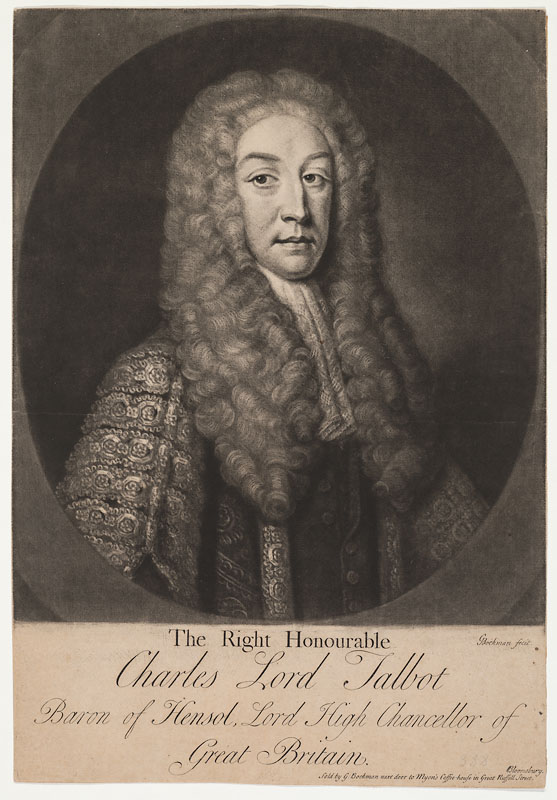
Чарльз Толбот, 1-й барон Толбот (1685—1737)

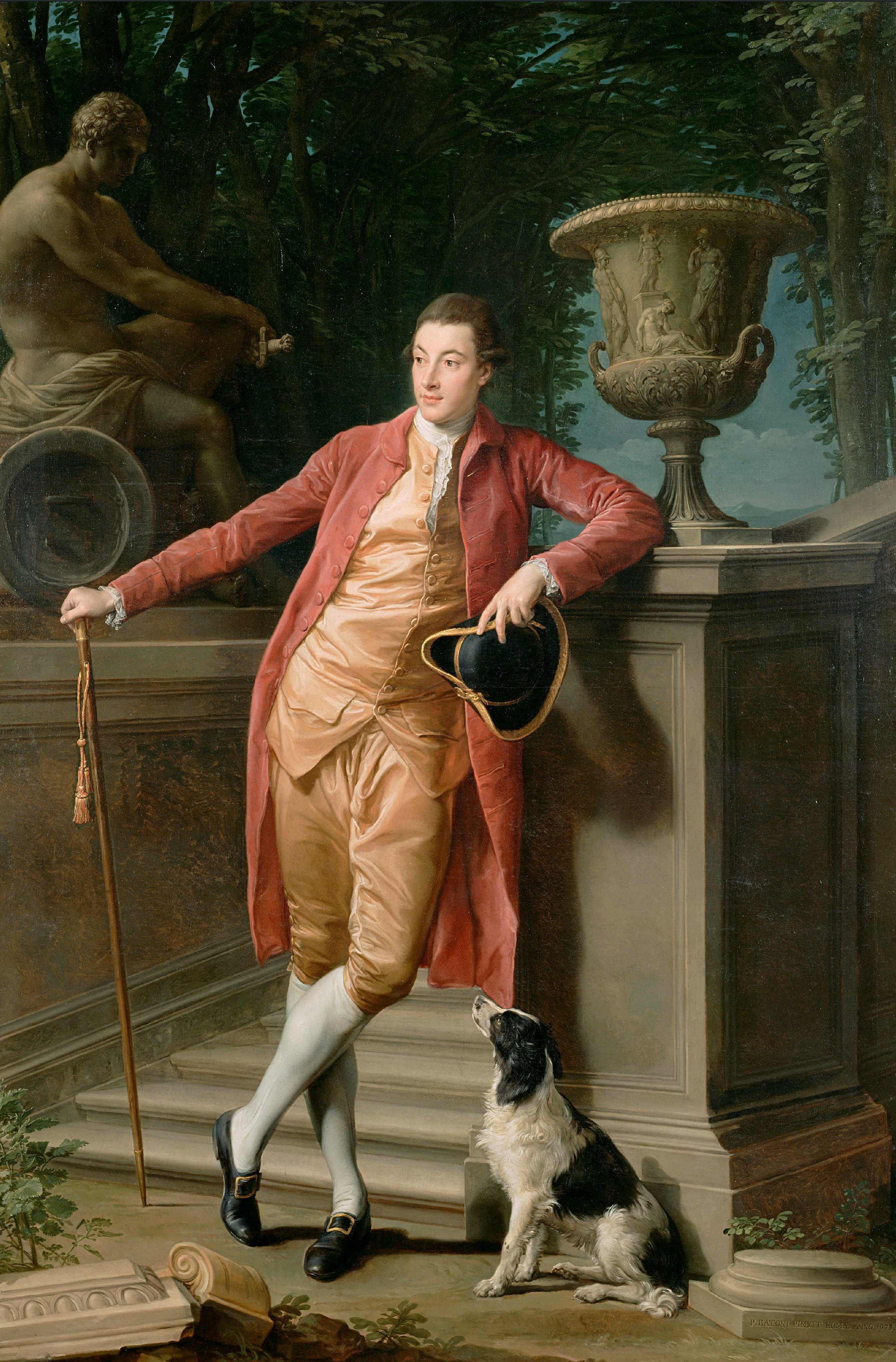
Портрет Джона Толбота, 1-го графа Толбота (1710—1782), автор Помпео Батони, 1773 год

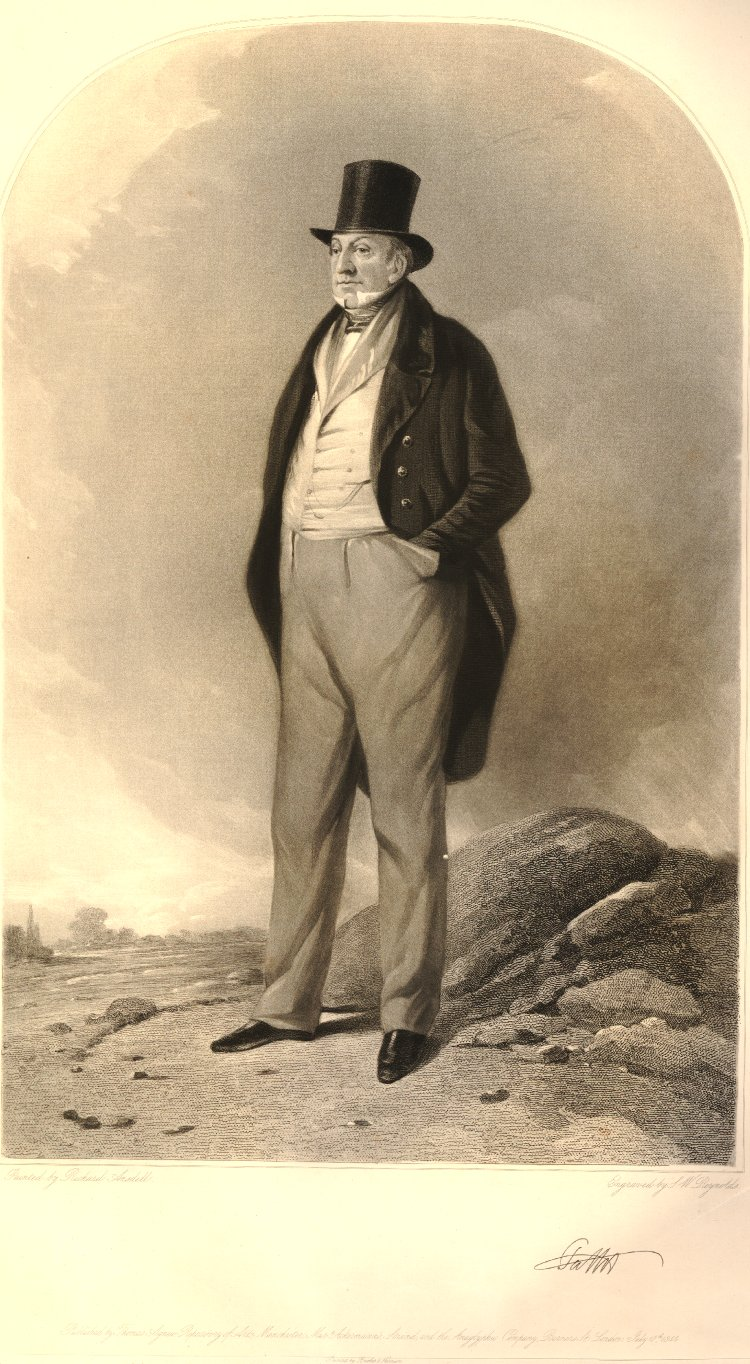
Чарльз Четвинд-Толбот, 2-й граф Толбот (1777—1849)

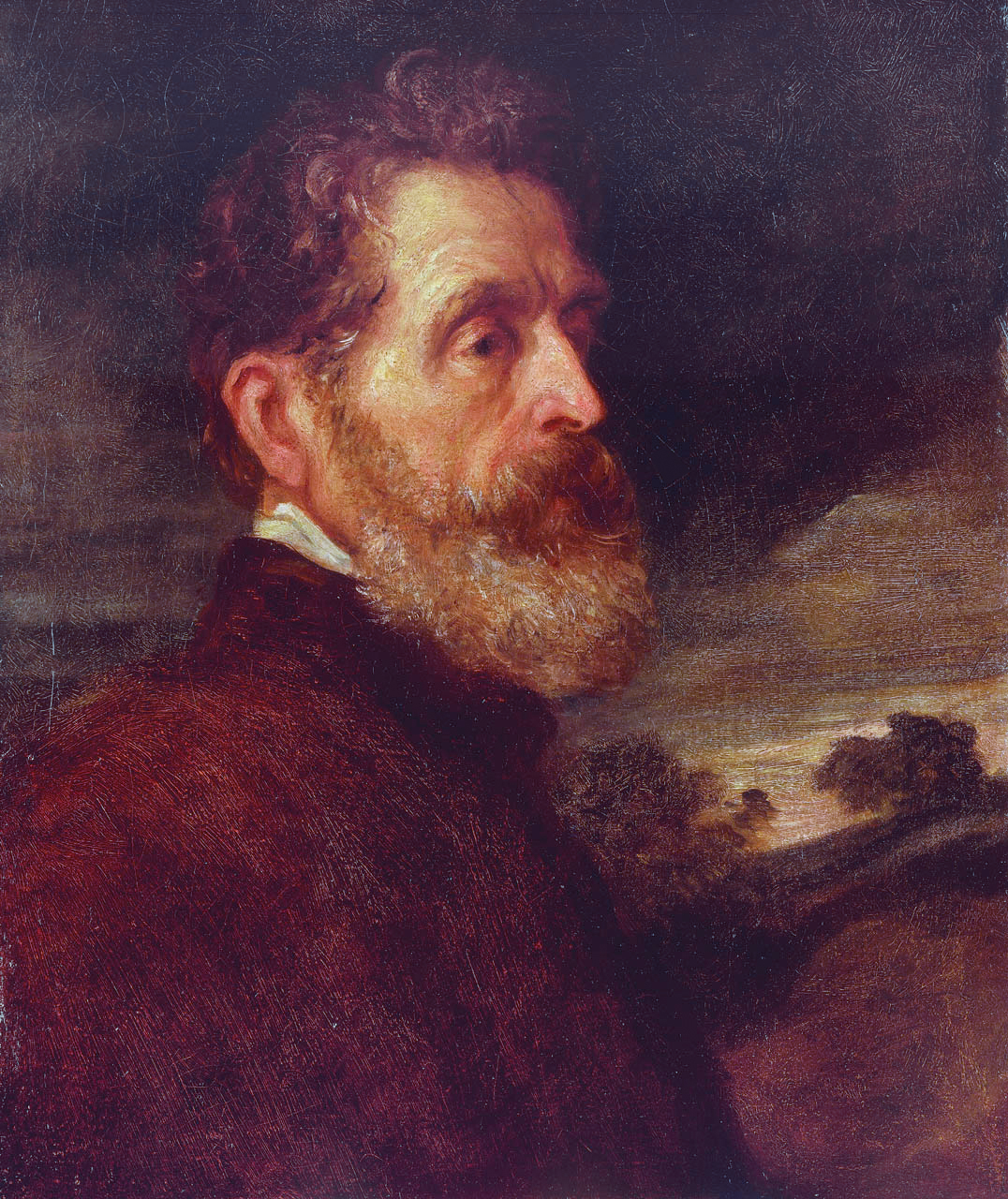
Адмирал Генри Четвинд-Толборт, 18-й граф Шрусбери, 18-й граф Уотерфорд, 3-й граф Толбот (1803—1868)

Граф Толбот — аристократический титул, созданный дважды в системе Пэрства Великобритании (1761 и 1784 годы).

## История
Эта ветвь семьи Толбот происходит от достопочтенного сэра Гилберта Толбота (1452—1518), третьего сына Джона Толбота, 2-го графа Шрусбери (ок. 1417—1460). Его потомок, его преосвященство Уильям Толбот (1658—1730), сын Уильяма Толбота из Личфилда (ум. 1686), был епископом Оксфорда (1699—1715), Солсбери (1715—1722) и Дарема (1722—1730), а также лордом-лейтенантом Дарема (1722—1730). Его старший сын, Чарльз Толбот (1685—1737), был известным юристом и политиком. В 1733 году он был возведен в звание пэра Великобритании как лорд Толбот из Хенсола в графстве Гламорганшир, затем служил в качестве лорда-канцлера Великобритании (1733—1737). Его преемником стал его старший сын, Уильям Толбот, 2-й барон Толбот (1710—1782), лорд-стюард королевского двора (1761—1782). В 1761 году для него был создан титул графа Толбота, а в 1780 году он получил ещё титул барона Дайневора из Дайневора в графстве Кармартеншир (Пэрство Великобритании).
После его смерти в 1782 году титул графа Толбота прервался, а титул барона Дайневора унаследовала его единственная дочь, леди Сесиль де Кардоннел (1735—1793), жена политика Джорджа Райса (1724—1779). Баронство Толбот перешло к его племяннику Джону Толботу, 3-му барону Толботу (1749—1793). Он был сыном достопочтенного Джона Толбота (1712—1756), младшего сына первого барона Толбота, и его жены, достопочтенной Кэтрин Четвинд, дочери Джона Четвинда, 2-го виконта Четвинда (1680—1767). Он представлял Касл Ризинг в Палате общин (1777—1782). В 1784 году для него был восстановлен титул графа Толбота. Он получил титулы виконта Ингестре в графстве Стаффордшир и графа Толбота из Хенсола в графстве Гламорганшир. Оба названия являлись Пэрством Великобритании. Лорд Толбот получил по королевской лицензии дополнительную фамилию и герб «Четвинд» 1786 году.
После его смерти в 1793 году баронский титул унаследовал его сын, Чарльз Четвинд-Толбот, 2-й граф Толбот (1777—1849). Он занимал посты лорда-лейтенанта Ирландии (1817—1821) и лорда-лейтенанта Стаффордшира (1812—1849). Его преемником стал его второй сын, адмирал Генри Джон Четвинд-Толбот, 3-й барон Толбот (1803—1868). В 1856 году по смерти своего дальнего родственника, Бертрама Артура Толбота, 17-го графа Шрусбери и 17-го графа Уотерфорда (1832—1856), он унаследовал титулы 18-го графа Шрусбери и 18-го графа Уотерфорда. Для получения более подробной информации о нём и о дальнейшей истории пэрства смотрите статью граф Шрусбери.
Несколько членов младших ветвей семьи Толбот также пользовались известностью.
- Достопочтенный Джон Четвинд-Тальбот (1806—1852), четвёртый сын 2-го графа Толбота[1], был отцом:
  - Джон Гилберт Толбот (1835—1910), депутат Палаты общин от Западного Кента (1868—1878) и Оксфордского университета (1878—1910), член Тайного совета (1897)[2], был отцом:
    - Сэр Джордж Толбот (1861—1938), судья Высокого суда Англии и Уэльса, член Тайного совета с 1937 года[3]
    - Дама Мариел Люси Толбот (1866—1956), работница женской благотворительной организации[4]

  - Его преосвященство Эдвард Стюарт Толбот (1844—1934), епископ Винчестера (1911—1923)[5], который был отцом:
    - Его преосвященство Невилл Стюарт Толбот (1879—1943), епископ Претории (1920—1932)[6]
- Преподобный достопочтенный Джордж Густав Четвинд-Толбот (1810—1896), пятый сын 2-го графа Толбота[7], был отцом:
  - Густав Артур Толбот (1848—1920), депутат парламента от Хемел-Хемпстеда (1918—1920)[8]

## Бароны Толбот (1733)
- 1733—1737: Чарльз Толбот, 1-й барон Толбот (1685 — 14 февраля 1737), старший сын Уильяма Толбота (1658—1730), епископа Дарема[9];
- 1737—1782: Уильям Толбот, 2-й барон Толбот (16 мая 1710 — 27 апреля 1782), второй сын предыдущего, граф Толбот с 1761 года[10].

## Графы Толбот (1761)
- 1761—1782: Уильям Толбот, 1-й граф Толбот (16 мая 1710 — 27 апреля 1782), второй сын Чарльза Толбота, 1-го барона Толбота[10].

## Бароны Толбот (продолжение креации 1733 года)
- 1782—1793: Джон Четвинд-Толбот, 3-й барон Толбот (25 февраля 1749 — 19 мая 1793), старший сын достопочтенного Джона Толбота (1712—1756), третьего сына Чарльза Толбота, 1-го барона Толбота, граф Толбот с 1784 года[11].

## Графы Толбот (1784)
- 1784—1793: Джон Четвинд Четвинд-Толбот, 1-й граф Толбот (25 февраля 1749 — 19 мая 1793), старший сын достопочтенного Джона Толбота (1712—1756), третьего сына Чарльза Толбота, 1-го барона Толбота[11];
- 1793—1849: Чарльз Четвинд Четвинд-Толбот, 2-й граф Толбот (25 апреля 1777 — 10 января 1849), старший сын предыдущего[12];
  - Чарльз Томас Толбот, виконт Ингестре (11 июля 1802 — 23 мая 1826), старший сын предыдущего[13];
- 1849—1868: Адмирал Генри Джон Четвинд-Толбот, 18-й граф Шрусбери, 18-й граф Уотерфорд и 3-й граф Толбот (8 ноября 1803 — 4 июня 1868), второй сын 2-го графа Толбота, младший брат предыдущего[14].

Дальнейшие графы Толбот являлись графами Шрусбери.